# Perdita heliotropii
Perdita heliotropii är en biart som beskrevs av Cockerell 1900. Perdita heliotropii ingår i släktet Perdita och familjen grävbin. Inga underarter finns listade i Catalogue of Life.